# Dolunay
Dolunay (türkisch für Vollmond), (kurd. Kefsenk oder Kefseng, auch Kfersenk) ist ein ursprünglich assyrisches Dorf im Landkreis Midyat der türkischen Provinz Mardin. Dolunay liegt in Ostanatolien auf 950 m über dem Meeresspiegel, ca. 24 km östlich von Midyat.
Der ursprüngliche Name ist in der Form Kefsenk beim Katasteramt registriert. Der Name stammt von dem aramäischen Kfersenk. „Kfer“ bedeutet Dorf.
1985 lebten 187 Menschen in Dolunay. 2009 hatte der Ort 126 Einwohner.